# West Blocton, Alabama
West Blocton là một thị trấn thuộc quận Bibb, bang Alabama, Hoa Kỳ. Dân số năm 2009 là 1406 người, mật độ đạt 119 người/km².